# Фрейзер, Лора
Ло́ра Фре́йзер (англ. Laura Fraser; род. 24 июля 1975, Глазго) — шотландская актриса.

## Биография
Лора Фрейзер родилась 24 июля 1975 года в Глазго. Её отец, Алистер, работал в большой строительной компании и параллельно пробовал себя в качестве сценариста, а мать, Роза, работала медсестрой, а затем преподавала в колледже. В семье росли ещё трое детей — два брата и сестра. Отец был всегда самым большим другом Лоры и поддерживал её во всех начинаниях. Именно он помог дочери в выборе профессии, написав для группы молодёжи пьесу, где ей была отведена главная женская роль.
Учась в школе «Hillhead High School», будущая актриса состояла в труппе молодёжного театра «Scottish Youth Theatre». В 1993 году после выпуска поступила в Королевскую шотландскую академию музыки и драмы. Во время учёбы Лора начала сниматься в небольших ролях в кино, что ей тут же поставили в упрёк профессора в академии. В результате, проучившись всего лишь год, Лора уехала в Лондон.

## Карьера
Дебют Лоры Фрейзер на экране состоялся в 1995 году в короткометражке «Хороший день для плохих парней», а первой серьёзной ролью начинающей актрисы стал персонаж Д’Верь в сериале «Задверье» на Би-би-си (1996). В том же году она сыграла в молодёжной драме «Маленькие личики», получившей приз Эдинбургского кинофестиваля как лучший британский фильм.
Затем последовали главные роли в фильмах «Оставленный багаж» с Изабеллой Росселлини и Максимилианом Шеллом (1997) и «Племя» (1998) с Джоэли Ричардсон и Анной Фрил, а также роль Лавинии в фильме «Тит — правитель Рима» (1999). Актрисе прекрасно удавались самые разноплановые роли. Но всё же это были работы, далёкие от того, чтобы вознести её на актёрский Олимп.
Настоящий успех пришёл к ней в 2001 году после того, как Лора сыграла роль Кейт в фильме «История рыцаря» с Хитом Леджером. Затем актриса снялась для канала Би-би-си в нескольких телевизионных драмах. В 2010 году было объявлено, что она сыграет Джессику Броуди в пилотной серии психологического триллера канала Showtime «Родина». В сериале её заменила Морена Баккарин.
В 2010 году снова на Би-би-си Фрейзер начала сниматься в сериале «Пустые слова», где играла одного из центральных персонажей. Второй сезон был показан в 2012 году, но её героиня погибла уже во второй серии, так как создателям не удалось уговорить актрису продлить контракт на весь сезон.
Летом 2012 года была показана первая часть финального пятого сезона сериала «Во все тяжкие», где Лора в качестве приглашённой звезды сыграла Лидию — персонаж неоднозначный, но очень харизматичный и запоминающийся. Сама актриса так характеризует свою героиню: «Лидия — женщина импульсивная, и таких мне не приходилось играть раньше. Может быть в этом весь секрет. По моим подсчётам, во всех отснятых со мной эпизодах Лидию хотели либо арестовать, либо убить. Она вся на нервах, взвинчена до предела». Финальные серии пятого сезона вышли на экраны летом 2013 года.

## Фильмография
| Год       |    | Русское название                                  | Оригинальное название                      | Роль                                    |
| --------- | -- | ------------------------------------------------- | ------------------------------------------ | --------------------------------------- |
| 1995      | ф  | Хороший день для плохих парней (короткометражный) | Good Day for the Bad Guys                  | Красная Шапочка                         |
| 1996      | с  | Катастрофа                                        | Casualty                                   | Gemma McEnery                           |
| 1996      | ф  | Маленькие личики                                  | Small Faces                                | Joanne Macgowan                         |
| 1996      | с  | Задверье (мини-сериал)                            | Neverwhere                                 | Д’Верь                                  |
| 1997      | ф  | Лето любви                                        | Summer of Love                             | Изабель                                 |
| 1997      | ф  | Следователь (ТВ)                                  | The Investigator                           | Луиза Маршалл                           |
| 1997      | ф  | Париж, Брикстон (короткометражный)                | Paris, Brixton                             | Аманда                                  |
| 1998      | ф  | Оставленный багаж                                 | Left Luggage                               | Хая Зильбершмидт                        |
| 1998      | ф  | Человек в железной маске                          | The Man in the Iron Mask                   | фаворитка короля                        |
| 1998      | ф  | Кузина Бетта                                      | Cousin Bette                               | Мариэтта                                |
| 1998      | ф  | Племя                                             | The Tribe                                  | Меген                                   |
| 1998      | ф  | Разведённый Джек                                  | Divorcing Jack                             | Маргарет                                |
| 1999      | ф  | Виртуальная сексуальность                         | Virtual Sexuality                          | Джастин Элис Паркер                     |
| 1999      | ф  | Матч                                              | The Match                                  | Розмэри Бэйли                           |
| 1999      | ф  | Что случилось с Гарольдом Смитом?                 | Whatever Happened to Harold Smith?         | Джоанна Робинсон                        |
| 1999      | ф  | Духи Рождества                                    | A Christmas Carol                          | Бэлль                                   |
| 1999      | ф  | Тит                                               | Titus                                      | Лавиния                                 |
| 2000      | ф  | Простить и забыть                                 | Forgive and Forget                         | Ханна                                   |
| 2000      | ф  | Кевин и Перри уделывают всех                      | Kevin & Perry Go Large                     | Кэндис                                  |
| 2001      | ф  | История рыцаря                                    | A Knight's Tale                            | Кейт                                    |
| 2001      | ф  | Ванильное небо                                    | Vanilla Sky                                | The Future                              |
| 2001      | ф  | Станция Джимма                                    | Station Jim                                | Харриет Коллинз                         |
| 2002      | тф | Этот старик (короткометражный)                    | That Old One                               | Джейн Доу                               |
| 2003      | ф  | Ребёнок Кони-Айленда                              | Coney Island Baby                          | Бриджит                                 |
| 2003      | ф  | В логове льва                                     | Den of Lions                               | Катя Паскевич                           |
| 2003      | ф  | Шестнадцать лет похмелья                          | 16 Years of Alcohol                        | Хелен                                   |
| 2003      | ф  | Врата Дьявола                                     | Devil's Gate                               | Рэйчел                                  |
| 2004      | ф  | Ангелы с железными зубами                         | Iron Jawed Angels                          | Дорис Стивенс                           |
| 2004      | с  | Он так и знал                                     | He Knew He Was Right                       | Эмили Тревельян                         |
| 2004      | с  | Убеждение                                         | Conviction                                 | Люси Романис                            |
| 2005      | с  | Казанова                                          | Casanova                                   | Генриэтта                               |
| 2006      | ф  | Страна слепых                                     | Land of the Blind                          | Мадлен                                  |
| 2006      | ф  | Летучий шотландец                                 | The Flying Scotsman                        | Энн Обри                                |
| 2006      | ф  | Небесные деликатесы от Нины                       | Nina's Heavenly Delights                   | Лиза МакКинли                           |
| 2007      | ф  | Падение Рейхенбаха                                | Reichenbach Falls                          | Клара                                   |
| 2007      | тф | Страсти (короткометражный)                        | The Passion                                | Эбигейл                                 |
| 2007      | с  | Говори со мной (мини-сериал)                      | Talk to Me                                 | Клэр Биллингтон                         |
| 2008      | с  | Страсти                                           | The Passion                                | Эбигейл                                 |
| 2008      | ф  | Флоренс Ноттигейл                                 | Florence Nightingale                       | Флоренс Ноттигейл                       |
| 2009      | ф  |                                                   | No Holds Bard (ТВ)                         | Сара Рутерфорд                          |
| 2009      | ф  | Мальчики возвращаются в город                     | The Boys Are Back                          | Кети                                    |
| 2009      | ф  | Кукушка                                           | Cuckoo                                     | Полли                                   |
| 2010      | ф  | Одинокий отец                                     | Single Father                              | Рита                                    |
| 2010      | ф  |                                                   | You Were Perfectly Fine (короткометражный) | первая девушка                          |
| 2010—2012 | с  | Пустые слова                                      | Lip Service                                | Кэт МакКензи                            |
| 2011      | ф  | Волнение                                          | Flutter                                    | Хелен                                   |
| 2011      | с  | Родина                                            | Homeland                                   | Джессика Броуди (пилотная серия)        |
| 2012—2013 | с  | Во все тяжкие                                     | Breaking Bad                               | Лидия Родарте-Куэйл                     |
| 2013      | ф  | Желаю вам всего хорошего                          | Wish You Well                              |                                         |
| 2013      | ф  | Сестринство ночи                                  | The Sisterhood of Night                    |                                         |
| 2015      | тф | Питер и Венди                                     | Peter and Wendy                            | Джули Роуз (мама Люси) / Миссис Дарлинг |
| 2015      | с  | Лучше звоните Солу                                | Better Call Saul                           | Лидия                                   |
| 2019      | с  | Доктор Кто                                        | Doctor Who                                 | Кейн                                    |
| 2021      | с  | Пакт                                              | The Pact                                   | Анна                                    |
| 2021—2023 | с  | Преступление                                      | Irvine Welsh's Crime                       | Салли Харт                              |

## Личная жизнь
В 2002 вышла замуж за ирландско-американского актёра и бизнесмена, владельца клуба Карла Джиари, с которым познакомилась на съёмках картины «Coney Island Baby».
В 2003 года супруги переехали в Нью-Йорк, а в 2004 году — в Ирландию. В 2005 году с мужем и падчерицей Лора перебралась в Глазго, где в мае 2006 году родилась и их общая дочь Лила Джиари.